# Emil Arnoldt
Emil Arnoldt (* 6. Februar 1828 in Plibischken, Ostpreußen; † 31. Mai 1905 in Königsberg i. Pr.) war ein deutscher Philosoph und Privatgelehrter. Erstmals machte er ein Aktenstudium für die Zwecke der Biographie und Interpretation von Immanuel Kant nutzbar.

## Leben
Arnoldts Vater Friedrich Wilhelm Arnoldt war Pfarrer in Plibischken. Seine Mutter war Charlotte Johanna geb. Romansky. Emil Arnoldt besuchte ab Sekunda die Friedrichsschule Gumbinnen. Nach dem Abitur studierte er Geschichte und Philosophie an der Albertus-Universität Königsberg. Als Anhänger von Julius Rupp veröffentlichte er 1850 im Volksboten einen Aufsatz über Die freien Gemeinden und die Regierungen. Dafür wurde er mit einer Gefängnisstrafe belegt und von 1852 bis 1859 aus Königsberg ausgewiesen. Er schlug sich als Hauslehrer der Kinder von Karl Ludwig Bender durch.
1853 promovierte er zum Dr. phil. 1860 heiratete er Ernestine von Keudell. Zeitlebens widmete er sich dem Werk Kants, besonders der Kritik der reinen Vernunft.  Erst 1874, im Alter von 46 Jahren, konnte er sich habilitieren. Als trotz Fürsprache von Karl Rosenkranz nicht er, sondern Richard Quäbiker (1848–1882) auf den Kant'schen Lehrstuhl berufen wurde, gab er 1878 das akademische Amt auf.  Seit 1887 augenkrank, lebte er von Unterricht.

## Werke
- Kant's transzendentale Idealität des Raumes und der Zeit. 1870. GoogleBooks
- Metaphysik, die Schutzwehr der Religion, 1873.
- Kant's Prolegomena nicht doppelt redigirt. Widerlegung der Benno Erdmann'schen Hypothese, 1879.
- Zur Beurtheilung von Kant's Kritik der reinen Vernunft und Kant's Prolegomena, 1892.
- Kleinere philosophische und kritische Abhandlungen, 1908.
- Kritische Exkurse im Gebiete der Kantforschung, im: Gesammelte Schriften Band 4: Teil I 1908; Band 5: Teil II 1909.
- Gesammelte Schriften, Hrsg. Otto Schöndörffer, 10 Bande, Berlin, Bruno Cassirer, 1906–1911.

## Nachlass
Herausgegeben von Otto Schöndörffer:
- Faust, Nathan. Cassirer, Berlin 1906.
- Philosophische Schriften, 10 Bände. 1909.